# Регми, Дилли Раман
Дилли Раман Регми (непальск. डिल्लीरमण रेग्मी; 17 декабря 1913, с. Килагал Толе, Королевство Непал — 30 августа 2001, Катманду, Королевство Непал) — непальский учёный-историк и государственный деятель, министр иностранных дел Непала (1953—1955).

## Биография
Получил филологическое образование в Индии, затем окончил Университет Патны с присуждением докторской степени по философии, а в 1961 г. получил степень доктора экономики того же университета. Стал первым непальцем, которому была присуждена почетная докторская степень в Советском Союзе.
Включился в политическую жизнь, работая добровольцем при ликвидации последствий землетрясения 1934 г. В 1940 г. стал идеологом общественно-политической организации «Ахил Непал Барга Махасабха». После того как появились его обращения с призывом к установлению в Непале республиканского строя и перехвата его переписки англичанами молодому политику был запрещен въезд в страну и он был вынужден жить в Индии. В этот период он начал сотрудничества с лидерами индийского национально-освободительного движения. В 1943 г. он был арестован британской колониальной администрацией и брошен в тюрьму, где читал лекции другим заключённым и знакомил с марксистской литературой одного из будущих лидеров непальских коммунистов Ман Мохана Адхикари.
После освобождения в 1947 г. активно включился в политическую жизнь Непала, став первым (временным) партийным лидером (Karyakari Sabhapati) Непальского народного конгресса, пока Бишвешвар Прасад Коирала находился в заключении. Однако когда тот тоже оказался на воле, расхождения внутри ННК наростали и привели к расколу, хотя Пушпа Лал Шрестха (ещё один будущий коммунистический деятель) тщетно пытался примирить двух лидеров партии. По итогам раскола ННК Д. Р. Регми стал лидером меньшей части Непальского национального конгресса, в которую вошёл и П. Л. Шрестха (большинство же приняло название Непальский конгресс). 
Являясь сторонником ненасильственных принципов политической борьбы Махатмы Ганди, играл ведущую роль в восстановлении демократии в Непале через ненасильственную борьбу против режима правящей семьи Рана, а затем — против панчаятской системы.
Занимал пост министра образования, в 1953—1955 гг. — министр иностранных дел Непала. На этом посту нормализовал отношения с Китаем, Непал стал членом ООН, страна начала выходить из вековой международной изоляции, в которой находилась в период правления клана Рана.
Как министр внутренних дел Непала он организовал первые демократические выборы 1959 г. в Непале.
После того, как король Махендра в декабре 1960 г. осуществил переворот, распустил парламент и воссоздал традиционную систему управления, Регми, хотя время от времени продолжал как общественный деятель выступать за демократизацию (в частности, с Танкой Прасадом Ачарией, конгрессистскими, коммунистическими и другими оппозиционными фигурами подписывал воззвания за восстановление выборного правления) сосредоточился на литературном творчестве, был автором ряда книг по древней, средневековой и современной истории Непала. Среди них:
- «Непал», 1948,
- «Демократическая борьба в Непале. Непальский национальный конгресс», 1948,
- «Век самодержавной семьи в Непале» («Столетие господства феодальной автократии в Непале»), 1950,
- «Закат Непала», 1952,
- «Древний и средневековый Непал», 1952,
- «Древний Непал»,
- «Средневековый Непал», части 1−3, Калькутта: K.L. Mukhopadhyay,1965,
- «Современный Непал», т. 1, Калькутта: K.L. Mukhopadhyay, 1965,
- «Средневековый Непал, Часть 3-я, Том. 2», Калькутта: K.L. Mukhopadhyay, 1966,
- «Средневековый Непал: Исходные материалы по истории и культуры Непала», Калькутта: K.L. Mukhopadhyay, 1966,
- «Средневековый Непал. Часть 4-я», Калькутта: K.L. Mukhopadhyay,
- «Современный Непал: подъем, расцвет и падение», 1975,
- «Записи Древнего Непала», Нью-Дели: Abhinav Publications. 1983
- «Современный Непал»: т. 1 и 2, Rupa and Company.

Также являлся крупным коллекционером редких артефактов археологического и исторического значения. Его коллекция книг, старых фотографий и других экспонатов хранятся в специальном зале Мемориальной библиотеки Совета развития, носящем его имя.